# Miguel Morilla (El Atarfeño)
Miguel Morilla Espinar "El Atarfeño" (Atarfe, 17 de noviembre de 1909 - Granada, 2 de septiembre de 1934) fue un novillero granadino que murió en la corrida celebrada ese día en la antigua Plaza de toros de El Triunfo, de Granada; tras la cornada infligida por el novillo Bellotero, segundo de los seis que esperaba torear aquélla tarde, y que pertenecían al hierro del afamado ganadero D. Rufino Moreno Santamaría.
El Atarfeño, considerado por la prensa especializada de la época como la "esperanza novilleril" y como "amo del volapié" cosechó importantes triunfos a partir de la temporada de 1928 y hasta su muerte en la plaza.

## Biografía
Nació en la localidad de Atarfe (Granada), lugar donde contraería matrimonio con María Luisa Jiménez. 
Estuvo también, durante su carrera, implicado con la reivindicación de sus derechos profesionales. De ello dan muestra su integración dentro de la junta directiva de la Asociación de Matadores de toros y novillos, constituida en diciembre de 1929, y que estuvo presidida por Marcial Lalanda.

## Novillero sin picadores

### Temporada de 1926-1927
El diestro granadino debutó como becerrista en su localidad natal, Atarfe, en el año 1926, siendo su debut como novillero tan solo un año más tarde, en un festejo en el que participó junto a los novilleros locales José Zarzo "Perete y José López "Joseíto de Granada". En aquella tarde El Atarfeño se enfrentaba a toros del hierro de López Quijano y donde, según la crónica, "estuvo muy voluntarioso en sus dos toros, con el capote y la muleta, pero falto de entrenamiento. Matando no tuvo gran fortuna, pero siempre que entró a matar lo hizo mirando al morrillo y con decisión".

El 29 de mayo de 1927 comparecía por segunda vez en la Plaza de toros de El Triunfo de Granada después de que "Perete" y el novillero Paco Rodríguez se negaran a matar la novillada reseñada por el ganadero Felipe Bartolomé. Ante aquel hecho, se recompuso el cartel gracias a la disposición de Ángel Vives "Baturrico", "Joseíto de Granada" y "El Atarfeño". El crítico taurino local, Joaquín Lozano, a través del semanario La Fiesta brava hacía constar la actuación del joven novillero:
Atarfeño que es la segunda vez que viste el traje de luces. y por consiguiente muy falto de entrenamiento, estuvo, teniendo presente los dos bueyes que le correspondieron, sumamente valiente y tanto con el capote como con la muleta se le vieron buenas cosas que en él tienen doble valor y mérito por el poco tiempo que lleva toreando. Desde muy cerca y junto a la puerta del chiquero le entró a matar a su primero agarrando una gran estocada por lo alto de la que el toro rodó tributándosele una gran ovación y viéndose Atarfeño obligado a dar la vuelta al ruedo. En su segundo no tuvo tanta suerte al herir mandándole el presidente un recado.
Aquella misma temporada volvió a torear en la plaza Atarfe, haciéndolo en los festejos que se celebraron tanto en el mes de julio como en el mes de agosto y donde el novilleroo gozó de la simpatía de los públicos, cortando varias orejas y rabos. Lo mismo que ocurrió con el festejo celebrado en la feria taurina de Gor (Granada), donde actuó junto a Paquito Ruiz, y cuyo triunfo sirvió para volver actuar, a finales del mes de agosto nuevamente en su localidad natal en un festejo organizado por el Club Taurino de Atarfe.
La temporada de 1927 la saldó Miguel Morilla actuando como sobresaliente en un mano a mano celebrado en el mes de octubre en Granada. El éxito del torero en su primer año en los ruedos debió causar gran sensación puesto que, en el invierno de ese año se conoce el nombre del que será su apoderado, Vicente Benítez, con quien viajará hasta Sevilla para tentar en diversas fincas durante ese invierno.
El semanario taurino valenciano El Clarín daba a conocer, en febrero de 1928, los derroteros que tomaría la carrera de El Atarfeño en esta temporada. El primer festejo previsto era nuevamente en la Plaza de toros de El Triunfo, en la corrida de toros del Domingo de Resurrección, y en el que el empresario, Francisco Gómez, tenía previsto anunciar al sevillano José Busquet, a Pedro Carreño, de Huelva, y Miguel Morilla. Un cartel que finalmente se tradujo en una comparecencia de "Joseíto de Granada", el diestro de Atarfe y el debutante Jesús Fandila, con toros de López Plata.

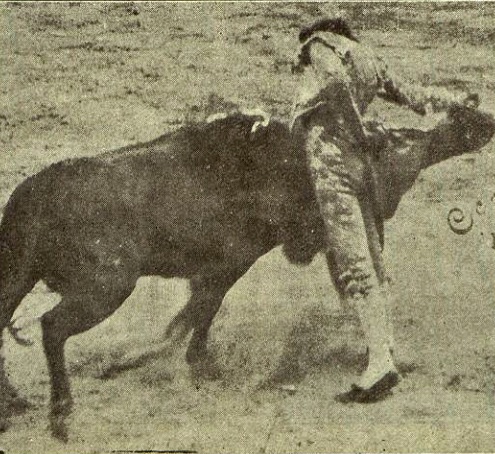
Miguel Morilla "El Atarfeño" toreando por gaoneras en la Plaza de toros de Jaén

### Temporada de 1928
Del devenir de la temporada de 1928 se tiene constancia gracias a la revista La Reclam taurina, en portada, expresaba las sensaciones que estaba causando el torero de Atarfe así como los primeros compromisos que estaban llegando: "Miguel Morilla "El Atarfeño", excelente novillero que con sus "parones" manejando el capote electriza a las multitudes, con el estoque es todo un perfecto matador de toros y por eso su apoderado, D. Vicente Benítez (de Atarfe, Granada), le ha firmado novilladas de categoría en Córdoba, Málaga, Granada y Sevilla. "El Atarfeño" va a ponerse de moda.
Desde febrero debía encontrarse el torero de Atarfe en tierras sevillanas para entrenar en los tentaderos que se desarrollaban en las fincas del lugar. Así, un periodista local informa de cómo "el valiente paisano, Miguel Morilla, ha caído de pie como suele decirse desde que llegó a Sevilla". Se refería al hecho de haber saltado como espontáneo al ruedo para estoquear un novillo en la plaza de toros de Los Rosales, tras haber sido herido el diestro titular, Alfredo Fernández. El éxito del torero en la breve faena así como en la suerte suprema, le valió una cena homenaje por parte de los vecinos del lugar. No fue su único compromiso, en Burguillos, en la ganadería del marqués de Sancha, se celebraba una capea en la que intervino, precisamente, Morilla junto a Alfredito Fernández y José Baquet.
En esos mismos meses saltaba la noticia de que su apoderado, Vicente Benítez, mantenía contacto con la familia Balañá, propietarios de las plazas de toros barcelonesas, para colocar a El Atarfeño dentro de algunas de las novilladas que se iban a programar para la temporada. Los aficionados granadinos, a este respecto manifestaban su interés porque el cartel estuviera conformado por "Joseíto de Granada, Atarfeño y el sevillano Alfredito Fernández". Los preparativos para su debut lo llevaron también a otros encuentros taurinos en Andalucía, como tientas y capeas. Entre ellas, la ganadería de José de la Cova, en la finca "Calonge" de Peñaflor (Sevilla), donde toreró en presencia de potentados de la zona y también aristócratas americanos, tal y como señala el periodista de El Defensor de Granada.
El 8 de julio de 1928 tenía lugar una de las últimas tardes del torero de Atarfe como novillero sin picadores, en la Plaza de toros de Córdoba, junto a "Perete", y que se saldó con las orejas suficientes como para salir a hombros del coso califal; éxito que le obligó a tener "que asomarse al balcón de la fonda ante las aclamaciones del público". Días más tarde, en Pinos Puente (Granada) recibía su bautizo de sangre tras un percance sin mayores consecuencias.

#### Debut con picadores
Entre las actuaciones de verano destaca el compromiso que El Atarfeño mantuvo en la plaza de toros de Pozo Blanco, en la provincia de Córdoba, el 5 de agosto de 1928. Era la tarde en la que el diestro granadino debutaba como novillero con los del castoreño. La noticia la adelantaba días antes el periódico local El Defensor de Granada quien anunciaba cómo Miguel Morilla "torea por primera vez en corrida con picadores" en un cartel en el que, mano a mano, intervendría el torero Pedro Carreño, de Huelva. El éxito cosechado en estas plazas le siguió abriendo las puertas de nuevos contratos, actuando en Murcia, Motril (Granada), Alcalá la Real (Jaén), Pinos Puente, Loja (Granada), Priego de Córdoba y Tarifa (Cádiz).
Y es que como aseguraba su apoderado, "además de las corridas que el espada lleva toreadas y las que le tiene contratadas -está en tratos con un montón de empresas por esta región andaluza, que se lo disputan por su valentía, arte y formidable manera de matar consumando el volapié". Al término de la temporada, y con motivo de los triunfos cosechados, la afición de Granada le tributaba un singular homenaje a El Atarfeño con un almuerzo celebrado en el Hotel Alhambra Palace, en el cual intervino el capitán Juan Mula Ortega, director de la Banda de Música del Regimiento de Infantería n.º 2 de Córdoba, en el cual tuvo lugar el estreno de un pasodoble dedicado al diestro granadino.
Sin embargo, la temporada de 1928 no terminaba ahí: el domingo, 17 de diciembre, se encerraban en la Nueva Plaza de Toros de Granada "El Atarfeño" y "Joseíto de Granada" con cuatro novillos de la ganadería de Centurión (antes Albaserrada), mientras los noticieros taurinos daban conocimiento de las próximas contrataciones para el próximo año así como sus nuevas relaciones empresariales con Julio Iribaren, apoderado de Cayetano Ordóñez "El Niño de la Palma".

### Temporada de 1929
Por eso su nombre va de boca en boca, como la mariposa de flor en flor. Su nombre interesa en los carteles, su figura apasiona, su prestigio se discute. Tiene muchos enemigos, que es un buen síntoma...Y también tiene, para la próxima temporada, firmadas las siguientes fechas Málaga, Domingo de Resurrección, una buena moza de Pablo Romero; Granada, 7, 14 21 de Abril, la novillada de Feria, de Junio. Barcelona, Valencia, Zaragoza, Bilbao Madrid, dos en cada plaza, sin fecha. Además está en tratos con las Empresas de Almería, Albacete, Córdoba, Murcia, Jaén otras, pues dado el enorme cartel que el muchacho alcanzó en la finida temporada, las Empresas se apresuran contratarle para la venidera, y va a haber tiros por una entrada para ver actuar al ídolo de los granadinos.
Con estas palabras en la sección "Toques de Clarín" del semanario valenciano El Clarín se anunciaba la temporada de 1929 para Miguel Morilla. Mientras tanto, por esas fechas, el novillero de Atarfe preparaba sus compromisos tentando en el campo, donde recibió una cornada de cinco centímetros en el muslo derecho mientras lidiaba una vaca en el "Cortijo del Cuarto", antigua finca del legendario hierro de don Eduardo Miura.
Recuperado de la cornada, torea en 31 de marzo de 1929 en La Malagueta, con una corrida de Pablo Romero y en la que estuvo acompañado  Andrés Mérida y Ricardo González; una tarde difícil para el diestro granadino debido a la dificultad de los toros. Seguidamente volvió a comparecer en Granada, en esta ocasión con una novillada de Villamarta (ganadería) y, días más tarde, con otra novillada de Moreno Santamaría, en esta ocasión junto a José Baquet y Leopoldo Blanco. Las crónicas de este inicio de temporada marcan el destino del torero: derrochando valentía, carente de técnica y hábil con el estoque; lo que le sirvió para despachar los contratos previstos, como también ocurrió en Zaragoza, con otra novillada de Felipe de Pablo Romero. 

#### Debut en la Plaza de toros de Sevilla y Madrid
El 5 de mayo debutaba en la Plaza de toros de Sevilla y donde tampoco brilló especialmente el torero: "puede ser un buen matador de toros pero aun tiene que aprender bastante".  Doce días más tarde, el 17 de mayo, se presenta como novillero en la Plaza de toros de Madrid de manos del toro Cantarero, de Antonio Flores Tassara, al que consigue cortarle una oreja después de varios pinchazos y ser volteado al entrar a matar:
Un debutante. "Atarfeño".Arma un alboroto en los tendidos toreando valientemente, aunque algo codillero. Temeraria su faena con la muleta, en la que paró y se ciñó, jugándose el apellido. Cada muletazo, quieto y derecho, es aclamado. Una voltereta con rotura de la taleguilla no aflige al granadino, que torea por ayudados, muy bien rematados, Un pinchazo y una entera delanterilia, saliendo empujando, consiguen que el presidente conceda la oreja del bravo "Cantarero", mientras que el público ovaciona al valiente debutante.

## Novillero con picadores

### Temporada 1929
A mitad de la temporada de 1929, en la plaza de toros de Priego de Córdoba, será cuando El Atarfeño debute con picadores, haciéndolo dentro de una terna que completaron los diestros Parrita y Parejita; consiguiendo la oportunidad de presentarse, nuevamente, ante la afición de Madrid el 30 de septiembre de 1929. En la plaza de Las Ventas estoqueó una novillada de Manuel Aleas, abriendo cartel junto a Joselito Migueláñez y Julián Pastor. La crónica taurina del festejo nos habla de cómo en su primer ejemplar, el que abría plaza, cuajó una buena faena de muleta que quedó, sin embargo, deslucida con el mal acierto de los aceros.

En el mes de octubre se trasladaba El Atarfeño hasta la Plaza de toros de Ceuta. En aquella ocasión compartía cartel con su paisano José Zarzo "Perete" y el también novillero "Parrita", que sufrió una cornada en el glúteo en su primero. Aquella actuación se saldó con una oreja para torero de Atarfe, estando "trabajador y artístico" en su comparecencia. En la Plaza de toros de Jaén, se enfrentaba ante novillos de la ganadería portuguesa de Palha, estando "superior" tras su actuación. El periódico El Clarín dedicaba una columna laudatoria tras la comparecencia en tierras jiennenses:

Atarfeño posee la cualidad primordial para ser torero: valor. Lo posee en tal cantidad, lo prodiga en tal medida que resulta un torero que no podrá fracasar nunca. El artista valiente es siempre artista predilecto de los públicos. [...] Atarfeño posee una legión de admiradores incondicionales en cada plaza en que ha alternado. Y verá aumentado ese ejército de admiradores y amigos a medida que siga prodigando sus faenas y estocadas. 
Para el mes de noviembre el torero ya daba por terminada su temporada. Así, los aficionados de Granada se avenían en obsequiar a Miguel Morillas con un banquete en homenaje por los éxitos cosechados durante el año. Así, más de un centenar de invitados se daban cita en el Hotel Inglaterra de Granada para agasajar al diestro.
Las últimas noticias que llegaban para el diestro de Atarfe en el año 1929 eran inmejorables: la empresa Pagés, adjudicataria de la gestión de la Plaza de toros de Vista Alegre (Bilbao), prevía la inauguración de la nueva temporada colocándole en los carteles junto a Jaime Noáin y Saturio Turón, con un encierro de Argimiro Pérez Tabernero.
El periódico turolense El Mañana expresaba el balance que Morilla cosechó durante toda la temporada del año 1929: 30 novilladas, 64 toros lidiados, 29 orejas y 4 rabos.

### Temporada de 1930
La temporada de 1930 no tuvo el inicio esperado para el torero. El mismo 1 de enero participaba El Atarfeño en un festival benéfico para la Cruz Roja en la antigua Plaza de toros de Granada. Recibía al primero de su lote con el capote y de ahí tuvo que pasar a la enfermería tras recibir un puntazo en la cara pero, sin embargo, esto no le impidió matar su segundo toro, al que le cortó precisamente una oreja.
En el mes de febrero se vestía de corto también el diestro de Atarfe para lidiar un festival en Loja (Granada), en este caso con toros de la ganadería de Juan Belmonte y compartiendo cartel junto a Eduardo Gordillo. En este mismo mes saltaba la noticia de una reclamación del torero a la empresa gestora de la Plaza de toros de Valencia quien le adeudaba el pago de una de sus actuaciones, y donde animaba, a través de la Asociación de Matadores a vetar cualquier contratación con esta empresa.
El 22 de marzo se vestíade luces, por primera vez,  Miguel Morilla en la Plaza de toros de Vista Alegre (Bilbao). Los toros de Fabián Mangas que fueron los que finalmente se lidiaron no dieron el juego esperado ni la actuación del torero granadino fue de acuerdo con la expectación que se tenía de él: Atarfeño, debutante en Bilbao, no confirmó la fama que tenía. En su segundo le avisaron una vez". Mencheta, crítico taurino de La Nación reseñaba: "Muy mal. Oyó un aviso y muchos pitos".

### Temporada de 1934
El éxito de aquella tarde, sin embargo, le granjearía la oportunidad de lidiar una treintena de festejos en aquella temporada; los cuales fueron reduciéndose paulatinamente en los años posteriores. En 1934, se anunció con seis novillos de Rufino Moreno Santamaría como preparación para su alternativa, la cual estaba previsto recibiera de manos de la gran figura del momento, Juan Belmonte.
El 2 de septiembre de 1934, se encerraba en solitario en la plaza de toros de El Triunfo, actuando como sobresaliente el novillero Epifanio Bulnes. El segundo toro de la tarde, herrado con el número 13 y de nombre Bellotero, era según las crónicas "berrendo en negro, gordo, grande y manso". Al llegar a la faena de muleta, el toro cogió mortalmente a El Atarfeño, seccionándole la arteria femoral y la vena safena, muriendo al llegar a la enfermería. 

## "El Atarfeño" en las artes
Como torero granadino, El Atarfeño tuvo un gran número de seguidores que propiciaron durante su carrera la creación de algunas piezas dedicas a ensalzar la figura artística del diestro, ya en el campo de la literatura ya en el campo de la música. Por esta razón, en 1927 el escritor Juan José Ortiz Tello mandaba publicar el segundo de sus libros sobre toreros granadinos, en este caso sobre Miguel Morilla "El Atarfeño". Lo mismo que Ricardo Echevarría que, en 1928, publicaba el poema titulado "Al bravo espada, Atarfeño", además de un artículo sobre el diestro.
En el ámbito musical el torero de Atarfe también tuvo una singular presencia. Así, en vida, al menos le fueron dedicados dos pasodobles, ambos titulados "Atarfeño" y que fueron compuestos uno por Rafael Oropesa y otro por Manuel Celdrán Riquelme, el cual se habría compuesto con anterioridad a 1928 pero que no fue registrado en el Registro General de la Propiedad Intelectual hasta 1931.
Igualmente, la muerte del torero MIguel Morilla tuvo una singular repercursión en la Granada del momento.Así, además del impacto social que produjo la fatal cornada del diestro, algunos artistas locales se volcaron en reconocer la figura del torero. El compositor Miguel Molina Zúñiga, amigo de Federico García Lorca y de Manuel de Falla, compuso después de su muerte un pasodoble para banda de música titulado "Ha muerto Atarfeño" (1934) y en la que intervino al alimón el también músico granadino José Torres Millán.